# Asplenium trichomaniforme
Asplenium trichomaniforme là một loài dương xỉ trong họ Aspleniaceae. Loài này được Woyn. mô tả khoa học đầu tiên.
Danh pháp khoa học của loài này chưa được làm sáng tỏ. 

## Hình ảnh

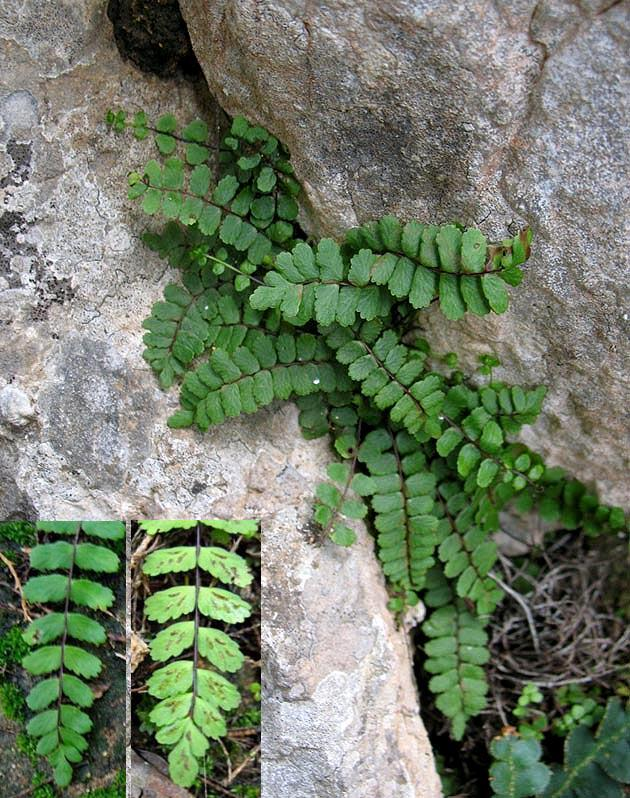
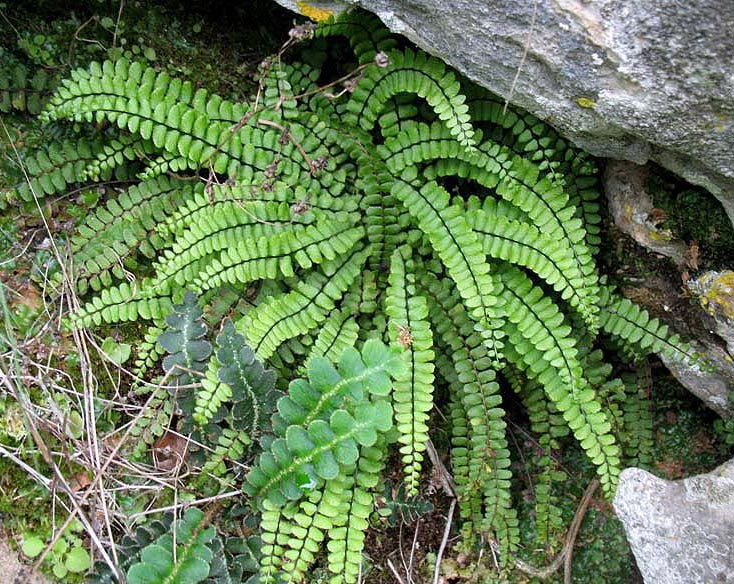